# Sundborns distrikt
Sundborns distrikt är ett distrikt i Falu kommun och Dalarnas län. Distriktet ligger omkring Sundborn i östra Dalarna.

## Tidigare administrativ tillhörighet
Distriktet inrättades 2016 och utgörs av Sundborns socken i Falu kommun.
Området motsvarar den omfattning Sundborns församling hade vid årsskiftet 1999/2000.

## Tätorter och småorter
I Sundborns distrikt finns tre tätorter och fem småorter.

### Tätorter
- Danholn
- Karlsbyheden och Blixbo
- Sundborn

### Småorter
- Kårtäkt
- Lövänget
- Ramsnäs
- Skuggarvet (del av)
- Stensarvet (del av)